# 新開実綱
新開 実綱（しんがい さねつな）は、戦国時代から安土桃山時代にかけての武将。三好氏の家臣。阿波国牛岐城主。

## 略歴
新開氏は秦氏の流れを組む阿波の国人。
新開元実の子として誕生。父・元実の代まで阿波細川氏に代々仕えた家柄であったが、守護・細川持隆（氏之）が家臣・三好実休によって殺されると、実休の娘を室とし、以後は三好氏に属した。永禄5年（1562年）、実休に従い和泉国での久米田の戦いに従軍したが敗走し、その後は剃髪し「道然」と号した。
その後も阿波三好氏の有力な配下として勢力を拡大したが、やがて南部の桑野方面を地盤とし土佐国の長宗我部氏の勢力下となった東条氏と対立するようになった。阿波国南方の要として、長宗我部元親の侵攻を頑強に防いできたが、天正7年（1579年）に東条関之兵衛の要請により出陣した香宗我部親泰の軍勢に敗退し、翌天正8年（1580年）には居城・牛岐城を明渡し、長宗我部氏の軍門に降りることとなった。しかし、その後も三好氏とも細々とではあるが連絡を取っていたといわれる。
天正10年（1582年）8月26日の中富川の戦いでは小笠原成助（一宮成助）と共に土佐勢に参戦し勝利に貢献した。しかし、三好への内通を疑った元親は、同年9月16日、阿波の丈六寺に論功恩賞の相談のためと称して実綱を呼び出し、酒宴を開き酔ったところに刺客を送ったため、実綱は配下の者達諸共暗殺された。理由としては、謀反の疑いの他に、征服地の土豪を信頼せず排除し、土佐衆による支配を基本としていた長宗我部氏の方針上、ある程度以上の影響力のある実綱が邪魔だったためともいわれている。なお、土佐側の記録では、実綱は暗殺ではなく元親の命により切腹させられたとある。

## 逸話
実綱が殺された丈六寺の床に染み付いた彼と従者の血は、いくら拭いても落ちず、その為に寺の者はこの床を外し、天井板にしたという。天正9年10月16日（1582）の事だった。その天井は 「丈六寺の血天井」と呼ばれ、現在でも残っている。
また、彼を祀った廟も地元に建てられており、「禁酒の神様」として親しまれている。